# Shinbone Alley
Shinbone Alley es una película de comedia musical animada estadounidense de 1971 basada en el musical de Joe Darion, Mel Brooks y George Kleinsinger del mismo nombre, así como en las historias originales de Archy and Mehitabel de Don Marquis. Fue dirigida por John David Wilson. Eddie Bracken repitió su papel del musical de Broadway; Carol Channing interpretó el papel protagónico originalmente interpretado por Eartha Kitt.

## Argumento
Un poeta de la ciudad de Nueva York llamado Archy (Eddie Bracken) intenta suicidarse y regresa convertido en una cucaracha. A medida que aprende a escribir poesía saltando sobre las teclas de una máquina de escribir, se acostumbra a su nueva vida y se enamora de Mehitabel (Carol Channing), gata callejera que canta. En cambio, sale con el gato Big Bill (Alan Reed). Cuando Big Bill deja a Mehitabel, Archy la confronta sobre sus formas salvajes en general y su afinidad por los gatos machos malos en particular. Ella acepta momentáneamente; sin embargo, el gato autoproclamado maestro de teatro Tyrone T. Tattersall (John Carradine) promete convertirla en una estrella y se convierte en su próximo amante. Archy vuelve a intentar suicidarse y falla. En el teatro, Mehitabel cumple su parte del trato de conseguir comida para Tyrone, pero él la echa del escenario. Archy y Big Bill la observan, y Mehitabel vuelve con Big Bill. De regreso a su máquina de escribir, Archy canaliza su frustración al llamar a los otros insectos y arañas a la revolución. Inmediatamente abandona el plan cuando escucha la noticia de que Mehitabel tiene gatitos y Big Bill ha abandonado la escena nuevamente. Es una noche lluviosa, y Archy le señala a Mehitabel que sus gatitos, que están dentro de un bote de basura sin tapa, se alejan flotando de ella, y los dos rescatan a los gatitos, sin embargo, Mehitabel, de mal humor, ahuyenta a Archy por interferir. con su negocio privado. Archy convence a Mehitabel para que renuncie a su vida como gata callejera y apoye a los gatitos con un "trabajo" como gata doméstica.
Más tarde, sin embargo, cuando Archy viene a visitarla a la casa de lujo, visiblemente cambiada por la experiencia, ella le recuerda que la clase social ahora los separa de ser amigos y lo echa, arrepintiéndose más tarde. Archy se emborracha y conoce a varias mariquitas callejeras que encuentran sus poemas de amor sobre Mehitabel. Big Bill se burla de él. Un día, Mehitabel regresa a Shinbone Alley y vuelve a cantar y bailar como antes. Después de haber tratado de reformarla, Archy se da cuenta de que le gustaba Mehitabel por su forma salvaje todo el tiempo y la acepta por "ser lo que tiene que ser", contenta con ser solo amigos.

## Reparto
- Carol Channing como Mehitabel
- Eddie Bracken como Archy
- Alan Reed como Big Bill
- John Carradine como Tyrone T. Tattersall
- Hal Smith como 
  - Freddie the Rat
  - Prissy Cat
- Joan Gerber como 
  - Penelope the Fat Cat
  - Ladybugs of the Evening
- Ken Sansom como Rosie the Cat
- Julie Dawn Cole como Sally the Cat
- Sal Delano como Beatnik Spider
- Byron Kane como Newspaperman

## Producción
En 1968, la película comenzó la preproducción, con reuniones entre los productores (Preston Fleet y John Wilson) y los escritores (Dick Kinney, Marty Murphy y David Detiege), decidieron inspirarse mucho en la escritura y las ilustraciones de Archy y Mehitabel, para montar una "experiencia de visual jazz". Pero para ellos, esto presentaba un problema, y en la mitad de la preproducción se les ocurrió modernizar las ilustraciones de George Herriman en un estilo contemporáneo. Los guiones gráficos fueron dibujados por Richard Kinney y Marty Murphy. En 1969, se finalizaron los diseños de los personajes y pronto comenzó la animación y la actuación de voz.
En 1970, un año antes del estreno en cines de la película, se proyectó en el Festival Internacional de Cine de Atlanta Georgia y ganó un premio Golden Phoenix.

## Recepción
Shinbone Alley no le fue bien en taquilla. Sin embargo, la crítica de la revista de New York Judith Crist lo llamó "una mezcla de literatura, comedia musical y bellas artes... puro entretenimiento sofisticado para todos y un refrigerio para los cinéfilos". Vincent Canby, en su reseña del New York Times, escribió: "'Shinbone Alley' es un poco como el viejo mehitabel. Adolece de personalidad dividida y se basa, tal como está, en obras que deben pasar por alto a los niños de 8 años... pero está ejecutada en un estilo mayormente juvenil que es no muy lejos de lo que los niños ven en la televisión. Es una bolsa muy variada y esta, en caso de que no lo hayas adivinado, es una reseña muy variada".